# Wiluna
Wiluna è una città situata nella regione di Mid West, in Australia Occidentale; essa si trova 950 chilometri a nord-est di Perth ed è la sede della Contea di Wiluna. Al censimento del 2006 contava 681 abitanti, poco meno della metà delle quali sono di origine aborigena.